# Vitalij Ševčenko
Vitalij Ševčenko (in russo Виталий Викторович Шевченко?, in azero: Vitali Şevçenko, traslitterazione anglosassone: Vitaliy Viktorovich Shevchenko; Baku, 2 ottobre 1951) è un allenatore di calcio ed ex calciatore sovietico dal 1991 russo, di ruolo attaccante.

## Carriera

### Club
Durante la sua carriera ha giocato principalmente con il Čornomorec' Odessa.

### Nazionale
Conta 12 presenze e 4 reti con la Nazionale sovietica.

### Allenatore
Dopo aver terminato la carriera da giocatore, conta numerose squadre allenate.

## Palmarès

### Giocatore

#### Competizioni nazionali
- Campionato sovietico: 2

Dinamo Kiev: 1974, 1975
- Coppa dell'Unione Sovietica: 1

Dinamo Kiev: 1974

#### Competizioni internazionali
- Coppa delle Coppe: 1

Dinamo Kiev: 1974-1975

### Allenatore

#### Competizioni nazionali
- Campionato boliviano: 2

Bolivar: 1992, 1994
- Coppa Toto: 1

Hapoel Be'er Sheva: 1995-1996